# Cartodere malouinensis
Cartodere malouinensis is een keversoort uit de familie schimmelkevers (Latridiidae). De wetenschappelijke naam van de soort werd in 1918 gepubliceerd door George Charles Champion.